# Tettigometra impressifrons
Tettigometra impressifrons är en insektsart som beskrevs av Étienne Mulsant och Claudius Rey 1855. Tettigometra impressifrons ingår i släktet Tettigometra och familjen Tettigometridae. Inga underarter finns listade i Catalogue of Life.